# تاکاهیرو تاساکی
تاکاهیرو تاساکی (انگلیسی: Takahiro؛ زادهٔ ۸ دسامبر ۱۹۸۴) خواننده، و بازیگر اهل ژاپن است. وی از سال ۲۰۰۶ میلادی تاکنون مشغول فعالیت بوده‌است.
از فیلم‌ها یا برنامه‌های تلویزیونی که وی در آن نقش داشته‌است می‌توان به  بالا و پایین فیلم اشاره کرد.